# Konstantínos Arvanítis
Konstantínos Arvanítis, dit Kóstas Arvanítis, (en grec moderne : Κωνσταντίνος Αρβανίτης), né le 9 juin 1964 à Athènes, est un homme politique grec.